# Atobá-do-cabo
Atobá-do-cabo, ganso-patola-do-cabo ou alcatraz-do-cabo (nome científico: Morus capensis) é uma espécie de ave marinha da família Sulidae.
A espécie é facilmente identificada pelo seu tamanho grande, plumagem preta e branca e uma coroa amarela distintiva. O bico azul pálido é afiado e com serrilhas finas perto da ponta; talvez por causa da profundidade e da velocidade de mergulho quando pesca (dependendo da altitude, atingem a água a uma velocidade entre 40 e 120 km/h), o bico não tem narinas externas.